# 七条明
七条 明（七條 明、しちじょう あきら、1951年8月1日 - ）は、日本の政治家。
徳島県板野郡上板町長（1期）、内閣府副大臣（第2次小泉改造内閣・第3次小泉内閣）、財務大臣政務官（第1次小泉第2次改造内閣・第2次小泉内閣）、衆議院法務委員長、衆議院議員（5期）、徳島県議会議員（4期）を務めた。

## 来歴
徳島県板野郡上板町生まれ。徳島県立阿波高等学校、東京農業大学農学部醸造学科卒業。大学卒業後は酒造会社やその関連会社の役員を務める。
1981年、徳島県議会議員選挙に出馬し、初当選。県議を4期務め、県議時代の同僚議員に、後に徳島2区で議席を争う山口俊一がいた。1993年、県議を4期目の任期途中で辞職。第40回衆議院議員総選挙に徳島県全県区から自由民主党公認で出馬し、地元である板野郡での大量得票により、日本社会党前職の仙谷由人を僅差で下して最下位で当選した（当選同期に安倍晋三・田中眞紀子・熊代昭彦・横内正明・岸田文雄・塩崎恭久・根本匠・野田聖子・浜田靖一・山岡賢次・江崎鉄磨・高市早苗らがいる）。
1996年の第41回衆議院議員総選挙では、小選挙区比例代表並立制導入に伴う選挙区調整の結果、板野郡が含まれる徳島2区での公認を1期上の山口俊一に譲り、七条は比例四国ブロック単独4位で出馬するが、落選。2000年3月24日、比例四国ブロック選出の越智伊平の死去により、同年4月7日に繰上当選。同年の第42回衆議院議員総選挙では比例四国ブロック単独3位で出馬し、3選。なおこの選挙から、徳島1区におけるコスタリカ方式（七条、岡本芳郎が交互に選挙区、比例から立候補）が決定した。2003年、第1次小泉第2次改造内閣で財務大臣政務官に任命され、第2次小泉内閣まで務める。同年の第43回衆議院議員総選挙では、徳島1区で民主党前職の仙谷由人に敗れたが、比例四国ブロックで復活し、4選。2004年、第2次小泉改造内閣で内閣府副大臣（科学技術政策、食品安全行政及び情報通信技術（IT）関係の政策の担当）に任命され、第3次小泉内閣まで務める。
2005年の郵政解散による第44回衆議院議員総選挙では、徳島2区に国替え。これは、同区選出の山口俊一が郵政民営化法案の採決で造反して反対票を投じ、自民党の公認を得られず無所属で出馬したためである。徳島2区では山口に1万5千票差をつけられ敗れるが、比例四国ブロックで復活し、5選。郵政造反組復党問題で山口が自民党に復党した後、徳島2区における党の公認を争っていたが、2008年2月、自由民主党選挙対策委員長の古賀誠は七条の処遇を後回しにした上で、山口の徳島2区における公認を内定。七条は比例四国ブロック単独13位に登載された。2006年10月より衆議院法務委員長。2009年の第45回衆議院議員総選挙では自民党大敗により、下位に登載されていた七条ら、名簿順位が10位以下の候補は全員が落選した。落選後、2010年の第22回参議院議員通常選挙への徳島県選挙区からの出馬を模索していたが、候補者の選考に漏れたため、2010年2月27日、自由民主党徳島県連において離党及び政界引退を表明した。
2013年10月、3年前の引退表明を撤回し、前町長の納田伸春の辞職に伴う上板町長選挙に無所属で出馬。元町長の松尾國玄を破り、当選した。
2017年10月1日に行われた町長選に立候補するも、元町議の松田卓男に僅か6票差で敗れ落選した。
※当日有権者数：10,382人 最終投票率：66.88%（前回比：3.77pts）
| 候補者名 | 年齢 | 所属党派 | 新旧別 | 得票数  | 得票率 | 推薦・支持 |
| -------- | ---- | -------- | ------ | ------- | ------ | ---------- |
| 松田卓男 | 69   | 無所属   | 新     | 3,421票 | 50.04% |            |
| 七条明   | 66   | 無所属   | 現     | 3,415票 | 49.96% |            |

2022年、旭日重光章受章。

## 政治資金
日本共産党の機関紙「しんぶん赤旗」の報道によれば、消費者金融業界の政治団体「全国貸金業政治連盟」（全政連）からパーティー券購入等により資金提供を受けていた 。

## 所属団体・議員連盟
- みんなで靖国神社に参拝する国会議員の会
- 再チャレンジ支援議員連盟
- 例外的に夫婦の別姓を実現させる会

## 家族
- 七条一（はじめ） - 兄。明治大学政治経済学部3年次在学中の1970年、北陸方面を旅行中に行方不明になり、北朝鮮による拉致の疑いがある特定失踪者「1000番台リスト」に掲載されている。